# Collage

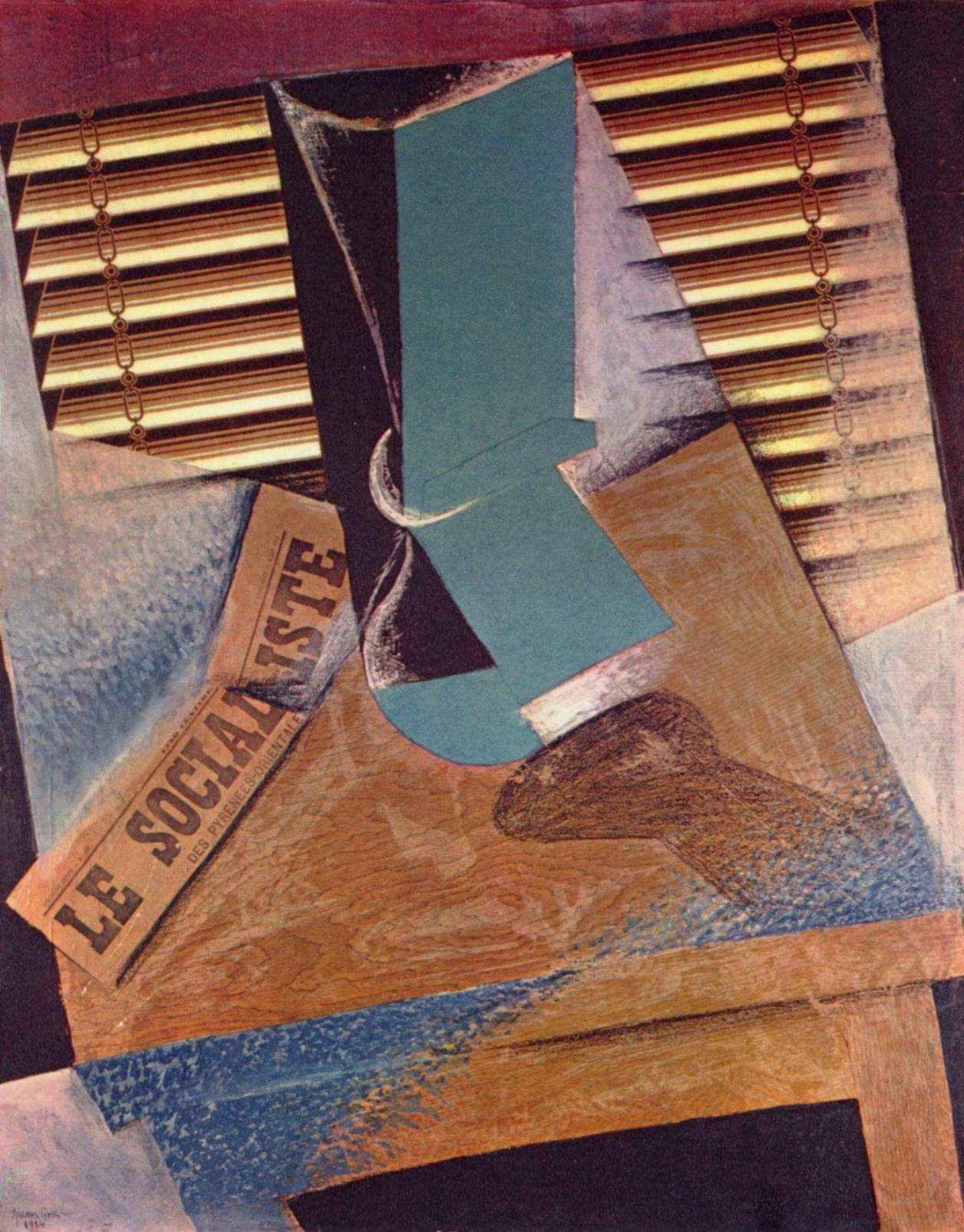
Een vroege collage van Juan Gris (1887-1927) uit 1914

Een collage is een kunstvorm, waarbij de kunstenaar gebruikmaakt van uitgeknipte of gescheurde stukken papier of ander materiaal, die met lijm op een steviger drager, bijvoorbeeld papier of schildersdoek geplakt worden. De gebruikte materialen kunnen bijvoorbeeld zijn: (kleine) losse objecten, knipsels uit tijdschriften (tekst, foto's, advertenties), delen van originele foto's, tekeningen, gescheurde stukjes van een mislukte aquarel. Het woord collage komt uit het Frans, van het werkwoord coller, waar het plakken of kleven betekent.

## Toepassingen
De collage kan een hulpmiddel voor een kunstenaar zijn om de inspiratie op gang te brengen. Het is een techniek waarmee snel een interessant eindresultaat bereikt kan worden of een ondergrond om op door te werken. 
De techniek collage, maar dan minder letterlijk met schaar en lijm, kan ook toegepast worden in de film, muziek (sampling), literatuur en video. In het computertijdperk wordt papier vervangen door geknipte en geplakte delen van afbeeldingen. De woorden knippen en plakken worden nog steeds gebruikt, alsof het met schaar en lijmkwast gebeurt. Het resultaat kan een digitale collage genoemd worden.

## Kunststromingen
De collage werd gebruikt door een kunstenaar als Picasso tijdens zijn kubistische periode. Picasso wordt dan ook als uitvinder van de techniek gezien. Juan Gris volgde hem al snel. Vooral werd de techniek toegepast in het Dadaïsme (1916-1920). De expositie van Otto van Rees, Adya van Rees-Dutilh en Hans Arp bij Galerie Tanner in Zürich in november 1915, waar Otto van Rees collages exposeerde, werd door de Dadaïsten gezien als het startsein van Dada. De collagetechniek wordt ook toegepast in het surrealisme, in de popart, in de Fluxus-stroming en in de mail art.

## Bekende collagekunstenaars
- Georges Braque (1882-1963) (kubisme)
- Max Ernst (1891-1976) (surrealisme)
- Juan Gris (1887-1927)
- Richard Hamilton (1922-2011) (pop art)
- Raoul Hausmann (1886-1971) (dadaïsme)
- Hannah Höch (1889-1978) (dadaïsme)
- Ray Johnson (1927-1995) (mail art)
- Genja Jonas (1895-1938) (dadaïsme)
- Paul Joostens (1889-1960)
- Lee Krasner (1908-1984) (abstract expressionisme)
- Conny Kuipéri (1946) (assemblagekunst)
- Laszlo Moholy-Nagy (1895-1946) (moderne kunst)
- Danny Matthys (1947) (assemblagekunst)
- Pablo Picasso (1881-1973)
- Aleksandr Rodtsjenko (1891-1956) (constructivisme)
- Kurt Schwitters (1887-1948) (dadaïsme)
- Ad Snijders (1929-2010)
- Sam Middleton (1927–2015)
- Ror Wolf (1932) (surrealisme)
- Gian Carlo Riccardi (1933-2015)
- Guy Bleus (1950)
- Annie Abrahams (1954)
- Jos Deenen (1956)
- Saskia Olde Wolbers (1971)
- Pascal Tan (1993)

## Kunstverzameling met collages
De Verbeke Foundation beheert een uitgebreide kunstverzameling bestaande uit collages van de 20ste eeuw. Deze wordt tentoongesteld in een museale ruimte in de Vlaamse gemeente Kemzeke.